# 信政誠
信政 誠（のぶまさ まこと ）は、日本のシンガーソングライター・作詞家・作曲家。長崎県出身。関西学院大学卒業。2011年にインペリアルレコードよりメジャー・デビュー。神戸を中心に活動。音楽の地産地消、地域発信を掲げ活動中。

## 経歴
2009年9月、インディーズ・アルバム「nobumako standard」でデビュー。
2011年5月25日、インペリアルレコードよりミニ・アルバム「新樹～nobumako no uta～」でメジャー・デビュー。7月2日、ワンマンライブ（神戸チキンジョージ）。10月19日、メジャー・2ndミニ・アルバム「紅樹～nobumako no uta～」リリース。12月10日、ワンマンライブ（神戸VARIT）。
2012年4月18日、メジャー・1stシングル「春うららか」リリース。6月3日、ワンマンライブ（神戸チキンジョージ）。7月25日、メジャー・1st・フルアルバム「パノラマエール」リリース。8月19日、ワンマンライブ（神戸SLOPE）。
2013年3月6日、配信限定シングル「最後の恋」リリース。
2014年5月11日、デビュー3周年記念ワンマンライブ（神戸CASHBOX）。
2015年3月14日、ワンマンライブ（神戸朝日ホール）。
2016年3月～7月、全国5大都市ワンマンライブツアー（大阪・茨城・姫路・徳島・神戸）。
2017年4月・5月、徳島・神戸でのWホールワンマンライブ。徳島・シビックセンター、神戸・風月堂ホール。

## 楽曲提供作品
- アイドリッシュセブン「Murky Oath」（作曲/編曲）
- アイドルマスターsideM「Watchword」（作曲）
- いれいす「Loneliness」（作曲/編曲）
- 上野優華「cinema」（作曲）
- EBiDAN研究生「Hug Hug Hug」（作詞/作曲/編曲）
- 音戯の譜〜CHRONICLE〜「Weltreise」（作詞作曲）
- 温泉むすめ「セカイはスキで動いてる」（作曲）
- KnightA-騎士A-「Kicks」（作曲編曲）
- 鬼頭明里「グッドモーニング」（作詞/作曲/編曲）
- あんさんぶるスターズ「君と未明に、」(作曲編曲)
- BUDDiiS「Lack」（作曲）
- アイドルマスターsideM「Amber Color Oasis」(作曲)
- YourPrince「スノーファンタジー」(作曲編曲)
- 阿修悠太「HOT MILK」(作曲編曲)
- lol 「DANCE DANCE DANCE」「ラブラブラブリー」「shake body」(作詞作曲)
- コレって恋ですか?
  - 「春夢」（作曲/編曲）
  - 「シャングリラ」（作曲）
- ZIX「going」（作詞/作曲/編曲）
- Snow Man「Happy Birthday」（作詞/作曲）
- ときのそら「黄昏ミッドナイト」（作詞/作曲）
- NVRLND「YourRhythm」（作曲）
- VAZZROCK
  - 「limitbreak」（作詞/作曲）
  - 「Honey」（作詞/作曲/編曲）
  - 「SecretLove」（作詞/作曲/編曲）
- Bunny La Crew「微熱」（作詞/作曲/編曲）
- 魔法科高校の劣等生「Mind Ripple」（作曲）
- メモスタ「ロマンチスト」（作曲/編曲）
- しろもん「AOZORA」（作詞作曲編曲）
- As a Cutie Pomeranian 「放課後ノスタルジア」(作詞作曲編曲)
- UNiFY「きゅん」(作詞作曲)                                10人いるメンバーの内の石沢瑠架･伊月大和･富園力也によるユニット曲
- アニメ刀剣乱舞「DAYBREAK」(作曲)
- あんさんぶるスターズ「Shall we dance?」(作曲)
- いれいす　ないこソロ「愛染中毒」(作曲)
- 7m!n「君に贈るバースデーソング」(作曲編曲)
- AI♡RARA「微炭酸」(作詞作曲編曲)
- にゃんだふる「プロキオンが降る夜」(作曲編曲)
- LINKLPLANET 「ソライロ」(作曲)
- ALLY「Twinkle Star」(作曲編曲)
- メメントモリ「ユリアザミ」(作曲)

## メディア出演
- FM徳島『信政誠のnobumako standard』（2011年10月～終了）
- 『ミュージックフォトブック』レインブック（2012年4月～終了）出演：山本容子／信政誠
  - KBS京都/新潟放送/山形放送/ラジオ沖縄/茨城放送/山陽放送
- MBSラジオ 『信政誠の月極うたぐみ』（2012年5月度毎週金曜）
- ラジオ関西
  - 『CRK MUSIC H.E.A.D.S. ANNEX～信政誠のよるまこ～』（2013年4月～2014年3月）
  - 『CRK MUSIC H.E.A.D.S.』水曜日メインパーソナリティ（2014年4月～2015年12月）
  - 『CRK MUSIC H.E.A.D.S.』月曜日メインパーソナリティ（2016年1月～）